# (36149) 1999 RQ192
1999 RQ192 (asteroide 36149) é um asteroide da cintura principal. Possui uma excentricidade de 0.18914440 e uma inclinação de 2.91019º.
Este asteroide foi descoberto no dia 13 de setembro de 1999 por LINEAR em Socorro.